# Shorea elliptica
Shorea elliptica (tiếng Anh thường gọi là Dark Red Meranti) là một loài thực vật thuộc họ Dipterocarpaceae. Loài này có ở Indonesia và Malaysia.